# Bunaea macrofenestris
Bunaea macrofenestris är en fjärilsart som beskrevs av Stoneham 1962. Bunaea macrofenestris ingår i släktet Bunaea och familjen påfågelsspinnare. Inga underarter finns listade i Catalogue of Life.